# Rubus schmidelioides
Rubus schmidelioides är en rosväxtart som beskrevs av Allan Cunningham. Rubus schmidelioides ingår i släktet rubusar, och familjen rosväxter. Utöver nominatformen finns också underarten R. s. subpauperatus.